# Persoonia tenuifolia
Persoonia tenuifolia (лат.) — кустарник, вид рода Персоония (Persoonia) семейства Протейные (Proteaceae), эндемик восточной Австралии. Прямостоячий или стелющийся кустарник с опушёнными молодыми веточками, линейными листьями и жёлтыми цветками.

## Ботаническое описание
Persoonia tenuifolia — раскидистый стелющийся кустарник высотой 20-50 см с молодыми веточками, покрытыми сероватыми волосками. Листья линейные, 10-25 мм в длину, 0,3-0,5 мм в ширину с бороздкой на нижней поверхности и обычно загибаются вверх. Цветки расположены группами по восемь штук вдоль цветоносного побега длиной 2-30 мм, который обычно продолжает расти после цветения, каждый цветок на волосистой цветоножке длиной с лист у его основания. Листочки околоцветника жёлтые, 8-10 мм в длину гладкие. Цветёт с ноября по февраль.

## Таксономия
Впервые вид был официально описан в 1830 году Робертом Броуном в Supplementum primum Prodromi florae Novae Hollandiae из образцов, собранных в 1827 году Чарльзом Фрейзером около залива Мортон.

## Распространение и местообитание
Persoonia tenuifolia — эндемик австралийских штатов Новый Южный Уэльс и Квинсленд. Растёт в редколесье и лесах от уровня моря до высоты 1050 м. Встречается в прибрежных районах между Бандабергом в Квинсленде и Графтоном в Новом Южном Уэльсе, а также на Большом Водораздельном хребте и близлежащих плоскогорьях от Далвина в Квинсленде до районов Торрингтон и Йетман в Новом Южном Уэльсе.